# Sture Pettersson
Sture Helge Vilhelm Pettersson lub Sture Fåglum (ur. 30 września 1942 w Vårgårda, zm. 26 czerwca 1983 w Alingsås) – szwedzki kolarz szosowy i torowy, startujący w latach 60. i latach 70. XX wieku. W 1964 roku brał udział w igrzyskach olimpijskich w Tokio, gdzie wspólnie ze Svenem Hamrinem oraz swoimi braćmi: Göstą i Erikiem wywalczył brązowy medal w drużynowej jeździe na czas. Na tych samych igrzyskach zajął 52. miejsce w wyścigu indywidualnym. Cztery lata później, podczas igrzysk olimpijskich w Meksyku w wyścigu drużynowym na czas wystąpił już z trzema braćmi: Göstą, Erikiem i Tomasem. W tym składzie szwedzka drużyna wywalczyła srebrny medal, ulegając tylko Holendrom. Szwedzi wystąpili także w kolarstwie torowym, startując w drużynowym wyścigu na 4 km na dochodzenie, jednak nie awansowali do finału. Ponadto w latach 1967–1969 wraz z braćmi zdobywał złote medale w drużynowej jeździe na czas na mistrzostwach świata w kolarstwie szosowym.